# Rada Narodowa (Monako)
Rada Narodowa (fr. Le Conseil national) – jednoizbowy parlament Księstwa Monako. Składa się z 24 członków wybieranych w wyborach powszechnych na pięcioletnią kadencję.

## Historia
Rada Narodowa została utworzona na mocy Konstytucji z 1911 roku po rewolucji monakijskiej: składała się wówczas z 12 członków wybieranych przez obywateli Monako, ale z ograniczonymi uprawnieniami. Nie mogła, na przykład, wybierać swojego przewodniczącego, który był mianowany przez księcia.
Wraz z Konstytucją z 1962 roku Rada Narodowa zyskuje rzeczywisty status wybranego parlamentu wykonującego uprawnienia ustawodawcze i budżetowe.

## Kompetencje
Artykuł 4 Konstytucji z 1962 roku przyznaje wspólną władzę ustawodawczą Księciu i Radzie Narodowej. Artykuł 66 stanowi:
"Prawo zakłada współdecydowanie księcia i Rady Narodowej. Inicjatywa ustawodawcza należy do księcia. Obrady i głosowania nad ustawami należą do Rady Narodowej. Usankcjonowanie aktów prawa należy do księcia, który nadaje im moc wiążącą poprzez ogłoszenie."
W związku z tym projekty ustaw przedstawiane są Radzie Narodowej przez księcia, na wniosek rady rządowej. Członkowie Rady Narodowej nie mają prawa inicjatywy ustawodawczej, ale inicjatywy ustawodawczej, ale Rada Narodowa może przedstawiać propozycje ustaw: następnie rząd podejmuje decyzję o wznowieniu propozycji projektu ustawy lub wstrzymanie procesu legislacyjnego.
Rada Narodowa odpowiada wyłącznie za uchwalenie prawa wyborczego i ustawy budżetowej, które są następnie ogłaszane przez księcia. Zatwierdza również ratyfikację traktatów.
Monako stosuje system podziału władzy: minister państwa i rząd mianowany przez księcia nie są odpowiedzialni przed Radą Narodową.

## Przewodniczący Rady Narodowej
| #                                 | Imię i Nazwisko        | Portret | Kadencja | Kadencja | Partia polityczna | Partia polityczna       |
| #                                 | Imię i Nazwisko        | Portret | Od       | Do       | Partia polityczna | Partia polityczna       |
| --------------------------------- | ---------------------- | ------- | -------- | -------- | ----------------- | ----------------------- |
| 1                                 | Eugène Marquet         |         | 1911     | 1914     |                   | Bezpartyjny             |
| Zaprzysiężony przez: Alberta I    |                        |         |          |          |                   |                         |
| (1)                               | Eugène Marquet         |         | 1918     | 1928     |                   | Bezpartyjny             |
| 2                                 | Jean Marsan            |         | 1929     | 1929     |                   | Bezpartyjny             |
| (1)                               | Eugène Marquet         |         | 1930     | 1930     |                   | Bezpartyjny             |
| Zaprzysiężony przez: Ludwika II   |                        |         |          |          |                   |                         |
| 3                                 | Henri Settimo          |         | 1933     | 1944     |                   | Bezpartyjny             |
| 4                                 | Charles Bellando       |         | 1944     | 1950     |                   | Bezpartyjny             |
| 5                                 | Louis Aureglia         |         | 1950     | 1954     |                   | Bezpartyjny             |
| 6                                 | Joseph Simon           |         | 1954     | 1955     |                   | Bezpartyjny             |
| (5)                               | Louis Aureglia         |         | 1955     | 1958     |                   | Bezpartyjny             |
| (6)                               | Joseph Simon           |         | 1958     | 1959     |                   | Bezpartyjny             |
| Zaprzysiężony przez: Rainiera III |                        |         |          |          |                   |                         |
| (6)                               | Joseph Simon           |         | 1962     | 1968     |                   | Rassemblement et Enjeux |
| 7                                 | August Medecin         |         | 1966     | 1978     |                   | Rassemblement et Enjeux |
| 8                                 | Jean-Charles Rey       |         | 1978     | 1993     |                   | Rassemblement et Enjeux |
| 9                                 | Jean-Louis Campora     |         | 1993     | 2003     |                   | Rassemblement et Enjeux |
| 10                                | Stéphane Valeri        |         | 2003     | 2010     |                   | Unia dla Księstwa       |
| Zaprzysiężony przez: Alberta II   |                        |         |          |          |                   |                         |
| 11                                | Jean-François Robillon |         | 2010     | 2013     |                   | Unia dla Księstwa       |
| 12                                | Laurent Nouvion        |         | 2013     | 2016     |                   | Horyzont Monako         |
| 13                                | Christophe Steiner     |         | 2016     | 2018     |                   | Nowa Większość          |
| (10)                              | Stéphane Valeri        |         | 2018     | 2022     |                   | Priorytet Monako        |
| 14                                | Thomas Brezzo          |         | 2024     | nadal    |                   | Priorytet Monako        |